# Yorima antillana
Espèce
Synonymes
- Chorizomma antillanum Bryant, 1940

Yorima antillana est une espèce d'araignées aranéomorphes de la famille des Cybaeidae.

## Distribution
Cette espèce est endémique de Cuba.

## Description
Le mâle holotype mesure 2,5 mm.

## Étymologie
Son nom d'espèce lui a été donné en référence au lieu de sa découverte, les Antilles.

## Publication originale
- Bryant, 1940 : Cuban spiders in the Museum of Comparative Zoology. Bulletin of the Museum of Comparative Zoology, vol. 86, no 7, p. 247-554 (texte intégral).